# Niezgodność płciowa
Niezgodność płciowa (ang. gender incongruence) – termin stosowany w psychologii, medycynie i seksuologii, opisujący stan, w którym osoba nie identyfikuje się z płcią przypisaną jej przy urodzeniu. Wiąże się z rozbieżnością pomiędzy czyjąś tożsamością i ekspresją płciową, a płcią metrykalną.  
Cierpienie spowodowane przez niezgodność płciową jest w DSM-5 określane jako dysforia płciowa.

## Klasyfikacja i diagnoza

### ICD-11
Termin ten został wprowadzony do klasyfikacji ICD wraz z opublikowaniem jedenastej wersji w czerwcu 2018 roku. W przeciwieństwie do używanego w ICD-10 określenia „transseksualizm”, nie jest zaliczana do zaburzeń psychicznych, zamiast tego zaliczono ją do kategorii „stany odnoszące się do zdrowia seksualnego” (ang. conditions related to sexual health).
W ICD-11 wyróżnia się:
- niezgodność płciowa w adolescencji lub dorosłości (HA60)
- niezgodność płciowa w dzieciństwie (HA61)
- niezgodność płciowa, niespecyficzna (HA6Z)

Niezgodność płciowa w adolescencji i dorosłości definiowana jest jako: „wyraźna i trwała niezgodność między doświadczaną przez daną osobę płcią a  płcią, jaka została jej przypisana, co często skutkuje pragnieniem »tranzycji«, aby żyć i być akceptowanym jako osoba płci doświadczanej. Odbywa się to na drodze leczenia hormonalnego, zabiegów chirurgicznych lub innych usług mających na celu dostosowanie ciała osoby do płci doświadczanej w takim zakresie, w jakim tego pragnie. Diagnozy nie można postawić przed rozpoczęciem okresu dojrzewania”.
Niezgodność płciowa w dzieciństwie charakteryzuje się: „wyraźną niezgodnością pomiędzy doświadczaną/wyrażaną płcią, a płcią przypisaną przy urodzeniu. Obejmuje: silne pragnienie bycia innej płci niż płeć przypisana; silną niechęć do anatomicznych cech płciowych lub przewidywanych drugorzędowych cech płciowych i/lub silne pragnienie, by pierwszorzędowe i/lub przewidywane drugorzędowe cechy płciowe były zgodne z doświadczaną płcią; typowe dla płci doświadczanej, a nie przypisanej, zabawy użyciem wyobraźni, zabawki, gry, aktywności i płeć rówieśników. Niezgodność płciowa w dzieciństwie musi utrzymywać się przez około 2 lata. Izolowane zachowania i preferencje niezgodne z przypisaną płcią nie są podstawą do postawienia rozpoznania”.

## Interwencje medyczne
Niezgodność płciowa nie jest obecnie postrzegana jako zaburzenie. Jednak spowodowana przez nią dysforia płciowa może wymagać różnych interwencji medycznych określanych jako „afirmujące płeć”, które można podzielić na hormonalne i chirurgiczne. 

### Hormonalne
Polega na terapii hormonalnej mającej na celu wykształcenie określonych drugorzędowych cech płciowych. Wyróżnia się feminizującą terapię hormonalną, stosowaną u trans kobiet, i maskulinizującą terapię hormonalną, stosowaną u trans mężczyzn.